# 吉福伸逸
吉福 伸逸（よしふく しんいち、1943年9月16日 - 2013年4月29日）は、日本の著述家、翻訳家、セラピスト。

## 略歴
下津井電鉄株式会社第4代社長の吉福寿の長男として岡山県倉敷市に生まれる。実家は下津井電鉄の経営者一族で裕福な家だった。
早稲田大学高等学院を経て1966年早稲田大学文学部西洋史学科中退後、アメリカのカリフォルニアに渡り、バークレー音楽院で学び、ベトナム戦争とサイケデリック・カルチャー全盛期のアメリカで、ジャズベーシストとして活動。世界中から集まってくるジャズミュージシャンたちの演奏に衝撃を受けてジャズベーシストを辞め、葛藤の中、カルロス・カスタネダの『ドン・ファンの教え』と出会ったことで、米国西海岸を中心に花開いていたカウンターカルチャーの渦に身を投じ、1972年からカリフォルニア大学バークレー校でサンスクリット語、東洋思想を学び、東西の哲学や心理学、神秘思想、精神療法などを探求するグルジェフィアンの哲学教授ジェイコブ・ニードルマンのグルジェフ研究会に入っていた。ヒューマンポテンシャル運動の中心地エサレン研究所にも熱心に通った。74年に帰国し翻訳者となる。
阿含宗系の平河出版社の雑誌「ザ・メディテーション」2号（1978年）で、仏教やインド哲学の本を中心に紹介する特集「精神世界の本ベスト100」を編集しており、1970年代当時はインド哲学の紹介者の面が大きかった。この特集では、世界中のヒッピーのバイブルだったラム・ダスの『ビー・ビア・ナウ』や、エサレン研究所で学び親しくしていたフリッチョフ・カプラの『タオ自然学』なども紹介している。稲葉小太郎によると、「Spiritual」の訳語である「精神世界」という言葉を、現在のスピリチュアル系につながる一種のカテゴリー、キャッチフレーズとして使ったのは、吉福、翻訳者のおおえまさのり、平河出版社社員で「ザ・メディテーション」の編集長だった三澤豊が最初である。1979年に『ビー・ヒア・ナウ』の翻訳を先導し上野圭一と共訳し刊行（出版社はエイプリル・ミュージック、のち平河出版社）。ここから精力的に活動を始めるようになったが、当時の日本には変性意識状態の研究者はおらず、インド哲学、スーフィズム（イスラム神秘主義）、ドラッグ（サイケデリック・カルチャー）、ジャズ、ニューサイコロジーすべてに精通している人物はいなかったため、すぐに注目を集めるようになった。同年にC+Fコミュニケーションズ、C+F研究所を創設。
1980年には別冊宝島『精神世界マップ』を世に出した。10年間に30冊以上というハイペースでニューエイジ関連文献の翻訳を行い、吉福を中心としたグループも積極的に文献翻訳を行い、工作舎、春秋社、青土社、平河出版社などから出版することで、日本に「精神世界」を出現させるきっかけをつくった。（この辺りの詳細は、稲葉小太郎の『仏に逢うては仏を殺せ』に書かれている。）
C+Fコミュニケーションズ、C+F研究所では、スタニスラフ・グロフのトランスパーソナル心理学を導入し、ケン・ウィルバーらのニューサイエンス（ニューエイジサイエンス）の紹介に努めた。1980年代には翻訳と並行しワークショップも盛んに行っており、機械的に反応するだけの自我に留まらない人間の可能性を追求し、「『今、ここ』のリアルな瞬間に存在し、関わること」を重視する実存的なセラピーを行い、初期のワークのベースはグルジェフ・ワークやゲシュタルト・セラピーだった。グロフのトランスパーソナル心理療法は元来LSDを活用したが、LSDはアメリカでも日本でも禁止になったため、LSDが引き起こすような変性意識状態に人を導くホロトロピック・ブレスワークを用いるようになっており、ホロトロピック・ブレスワークのセラピーを行った。独特の声と存在感で対面で人を魅了する力が大きく、文章よりも、ダイアローグ（対話）を通して人を感化する人物だったという。
日本に初めてニューエイジ、ニューサイエンス、トランスパーソナル心理学などの分野を体系的に紹介し、人気を博し、哲学者の湯浅泰雄と並行してニューサイエンスの日本への普及を牽引した。その後も、トランスパーソナル心理学をはじめとするカウンターカルチャーを源流とする文化を日本にもたらし、民間セラピストとしても多くの影響を与えた。稲葉は、精神世界の自己探求的な部分は吉福の影響があると思われ、一方、彼が日本に紹介しようとしたインド由来の解脱を目指す思想がオウム真理教へとつながった面もあると、功罪の両面を指摘している。
心理学者の河合隼雄、ソニー創業者の井深大、現代美術家の杉本博司、AIBOの開発に携わった天外伺朗、京セラの稲盛和夫、編集者の松岡正剛、マンガ家の真崎守、ニューエイジ的なものを日本に導入した社会学者の見田宗介（真木悠介）・雑誌「宝島」の編集長北山耕平など、広範な交遊・影響関係があった。トランスパーソナル心理学は日本ではあまり受け入れられなかったため、関連する訳書はそれほど売れず、社会へのインパクトは限られていた。人に頼られることが増えて負担になり、また、一時的な非日常体験（ワークショップ）で根本的にトラウマや傷を癒すことはできないと感じ、人里離れた田舎で静かに暮らしたいと思うようになり、1989年にはハワイに移住し、家族との生活とサーフィンを中心に暮らした。
2000年代には、ソマティック（Somatic experiencing）と呼ばれる身体心理学的アプローチを多用し、ゲシュタルト療法、精神分析療法、イメージ療法、フォーカシング、ドラマセラピー、さらにトランスパーソナルの分野ではあまり重視されない認知行動療法も取り入れ、トランスパーソナルの枠に収まらない統合的なワークショップを行っていた。2013年4月に70歳で死去。
人がだれでも自我を確立しているわけではなく、「誰もが自我を確立させるだけの余裕を社会はくれない。そのために合理精神で自らの大切な部分を切りさいなみながらごまかして、あたかも自分だけは自立しているかのように社会的に見せている。」とみなし、その反動で身近な弱い存在に当たってバランスをとっているのだと考えていた。不完全な自我は、発達段階で不健全な形で自我の固着（フィクセーション）が起こるためで、「フィクセーションとは、成長発達の過程で特定の部分であるとか特定の認識に固着してしまってそこから離れることができないということです。そのために健全な発達を阻害してそこから発達していないわけです。逆行といいますか、専門用語でいうと、発達停止ということです。」と説明している。健常者と言われる人も精神疾患を患っていると言われる人も変わりがないと考えており、統合失調症も治ると考えサポートを行った。臨床心理士は向後善之は、彼の取り組みは非言語メッセージを鋭敏に捉える先進的なアプローチで、オープンダイアローグとも共通点が多いと語っている。 
「人が成長していく過程で、その人の存在全体に関わる深い心理的変容をもたらす、苦難として体験される決定的な諸段階」を「スピリチュアル・エマージェンシー」と呼び、「スピリチュアル・エマージェンシーと精神疾患の区別などなく、すべての精神疾患はスピリチュアル・エマージェンシーである」と考え、スピリチュアル・エマージェンシーに陥っている人たちをサポートする組織「スピリチュアル・エマージェンシー・ネットワーク・ジャパン（SEN Japan）」というグループを作り活動していた。（名称を「トランジショナル・エマージェンシー・ネットワーク（TEN））と変え、トランスパーソナル学会との合同勉強会のような形で活動が継続されている。）

## 著書
- 『トランスパーソナルとは何か』（春秋社） 1987.7
  - 『トランスパーソナルとは何か』増補改訂版（新泉社） 2005.1
- 『無意識の探険 トランスパーソナル心理学最前線』（TBSブリタニカ） 1988.1
- 『トランスパーソナル・セラピー入門』（平河出版社） 1989.10
- 『生老病死の心理学』（春秋社） 1990.7
- 『処女航海 変性意識の海原を行く』（青土社） 1993.3
- 『世界の中にありながら世界に属さない』（サンガ） 2015.7
- 『静かなあたまと開かれたこころ』（サンガ） 2019.7 - 吉福伸逸アンソロジー

### 共編著
- 『宇宙意識への接近 伝統と科学の融和』（河合隼雄共編、春秋社） 1986.3
- 『意識のターニングポイント メタ・パラダイムの転換とニューエイジ・ムーヴメントの今後』（松沢正博共著、泰流社） 1987.3
- 『テーマは意識の変容 徹底討論』（岡野守也、春秋社） 1991.10
- 『流体感覚』（対談:松岡正剛, 見田宗介, 中沢新一、雲母書房） 1999.4
- 『楽園瞑想 神話的時間を生き直す』（宮迫千鶴、雲母書房） 2001.9

## 翻訳
- 『ビー・ヒア・ナウ 心の扉をひらく本』 （ババ・ラム・ダス, ラマ・ファウンデーション、上野圭一共訳、エイプリル・ミュージック） 1979.2
- 『20世紀の神秘思想家たち アイデンティティの探求』（アン・バンクロフト、平河出版社、Mind books） 1984.3
- 『グローバル・ブレイン 情報ネットワーク社会と人間の課題』（ピーター・ラッセル、工作舎） 1985.6
- 『意識の科学 ホリスティックなヒーリングへの道』（ケネス・ペレティエ、スワミ・プレム・プラブッダ共訳、工作舎） 1986.10　ISBN 978-4-87502-125-4
- 『トランスパーソナル宣言 自我を超えて』（ロジャー・N・ウォルシュ, フランシス・ヴォーン編、春秋社） 1986.10
- 『パシフィック・シフト 文化生態圏の転換』（ウィリアム・アーウィン・トンプソン、春秋社） 1987.12
- 『パラダイム・シフト 価値とライフスタイルの変動期を捉えるVALS類型論』（アーノルド・ミッチェル、ティビーエス・ブリタニカ） 1987.10
- 『天使のおそれ 聖なるもののエピステモロジー』（グレゴリー・ベイトソン, メアリー・キャサリン・ベイトソン、星川淳共訳、青土社） 1988.5
- 『聖なる愚か者 ゲシュタルトワークの新地平 内なる道化と人生の創造性』（リッキー・リビングストン、アニマ2001） 1989.6
- 『タオのプーさん』（ベンジャミン・ホフ、松下みさを共訳、平河出版社） 1989.10、のち改題『クマのプーさんの「のんびり」タオ』（講談社+α文庫）
- 『オルタナティヴ・ヴィジョン 新たな価値体系の思潮』（阿含宗総本山出版局） 1989.5

### フリッチョフ・カプラ
- 『タオ自然学 現代物理学の先端から「東洋の世紀」がはじまる』（フリッチョフ・カプラ、工作舎） 1980.3  ISBN 978-4-87502-108-7
- 『ターニング・ポイント 科学と経済・社会、心と身体、フェミニズムの将来』（フリッチョフ・カプラ、工作舎） 1984.11
- 『グリーン・ポリティックス』（シャーリーン・スプレットナク, フリッチョフ・カプラ、青土社） 1986.5
- 『非常の知 カプラ対話篇』（フリッチョフ・カプラ、工作舎） 1988.11　ISBN 978-4-87502-148-3
- 『新ターニング・ポイント ポストバブルの指針』（フリッチョフ・カプラ、工作舎） 1995.4　ISBN 978-4-87502-249-7

### ケン・ウィルバー
- 『意識のスペクトル』1 - 2（ケン・ウィルバー、菅靖彦共訳、春秋社） 1985
- 『無境界 自己成長のセラピー論』（ケン・ウィルバー、平河出版社） 1986.6
- 『アートマン・プロジェクト 精神発達のトランスパーソナル理論』（ケン・ウィルバー、プラブッダ, 菅靖彦共訳、春秋社） 1986.6
- 『眼には眼を 三つの眼による知の様式と対象域の地平』（ケン・ウィルバー、青土社） 1987.4
- 『量子の公案 現代物理学のリーダーたちの神秘観』（ケン・ウィルバー、田中三彦共訳、工作舎） 1987.8　ISBN 978-4-87502-137-7

### スタニスラフ・グロフ
- 『個を超えるパラダイム 古代の叡智と現代科学』（スタニスラフ・グロフ編、平河出版社） 1987.7
- 『自己発見の冒険 1』（スタニスラフ・グロフ、菅靖彦共訳、春秋社） 1988.1
- 『脳を超えて』（スタニスラフ・グロフ、春秋社） 1988.7

## 雑誌
- 『サンガジャパン vol.11』（田口ランディとの対談、サンガ） 2012.9

## 関連文献
- 『吉福伸逸の言葉 トランスパーソナル心理学を超えて追及した真のセラピーとは?』（向後善之, ウォン・ウィンツァン, 新倉佳久子, 新海正彦共著、コスモスライブラリー） 2015.5
- 『仏に逢うては仏を殺せ：吉福伸逸とニューエイジの魂の旅』（稲葉小太郎、工作舎） 2021.4　ISBN 978-4-87502-526-9